# Carl Kundmann
Carl Kundmann (født 15. juli 1838 i Wien, død 9. juni 1919 sammesteds) var en østrigsk billedhugger.
Han studerede på Akademiet i sin fødeby, men fik dog det bestemmende præg 1860—65 under Hähnel i Dresden. Efter et toårigt ophold i Rom slog han sig ned i Wien, hvor han 1872 blev akademiprofessor. Men allerede inden rejsen havde han modeleret en legemsstor statue af kejser Rudolf af Habsburg for Wiens Ruhmeshalle i Arsenalet; senere udførte han for samme hal en del andre Statuer, for eksempel prins Eugen. 
Hans hovedværk i Wien er Schubertmonumentet i Stadtpark (afsløret 1872). I øvrigt har hans kunst også mange andre steder bidraget til Wiens forskønnelse: Grillparzermindesmærket, den formfine statue af kunstindustrien til det kunsthistoriske hofmuseum, arbejder for Schwarzenbergbroen, det naturhistoriske museum
og Hofburgteateret med mere. 
Et andet hovedværk findes i Pola: mindesmærket for admiral Wilhelm von Tegetthoff (1886); for Graz statue af Robert Hamerling, for Marienbad af Anastasius Grün. På Ny Carlsberg Glyptotek i København ses hans gravmæle over Theophilus Hansen på Ehrenfriedhof i Wien (gips).